# Zavodski raën
Lo Zavodski raën (distretto industriale, in bielorusso: Заводскі раён) è uno dei raën in cui è suddivisa la capitale bielorussa di Minsk.